# Ostermontag

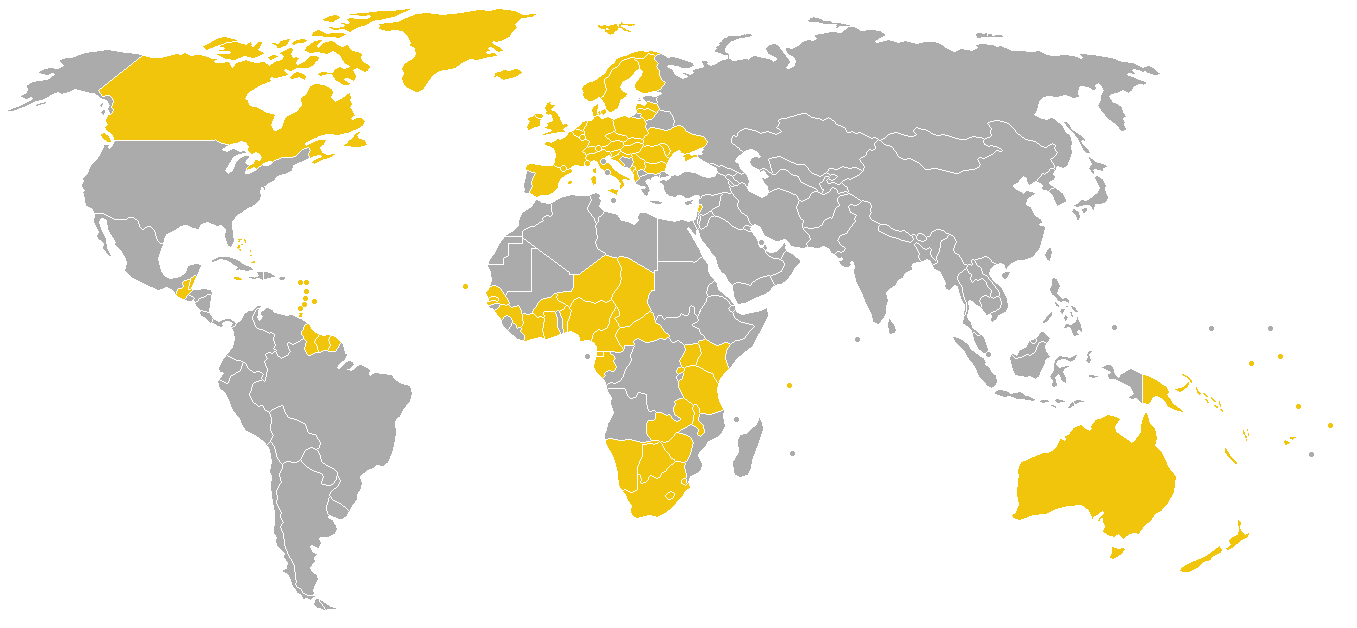
Länder, in denen der Ostermontag ein gesetzlicher Feiertag ist (in Spanien nur einige Provinzen)

Der Ostermontag (lateinisch Feria secunda infra Octavam Paschae) als zweiter Feiertag des Osterfests gehört mit dem Zweiten Weihnachtsfeiertag (Stephanstag) und dem Pfingstmontag zu den zweiten Feiertagen der höchsten christlichen Feste.

## Gesetzlicher Feiertag
In mehreren Ländern wird er als gesetzlicher Feiertag begangen. Dazu gehören Andorra, Australien, Belgien, Dänemark, Deutschland, Finnland, Frankreich, Indonesien, Italien, Irland, Island, Teile Kanadas, Kroatien, Lettland, Liechtenstein, Luxemburg, Monaco, Neuseeland, die Niederlande, Norwegen, Österreich, Polen, San Marino, Schweden, Teile der Schweiz, der Slowakei, Slowenien, Teile Spaniens (nicht in Andalusien), Südafrika, Tschechien, Ungarn sowie das Vereinigte Königreich (außer Schottland).

## Liturgische Bedeutung

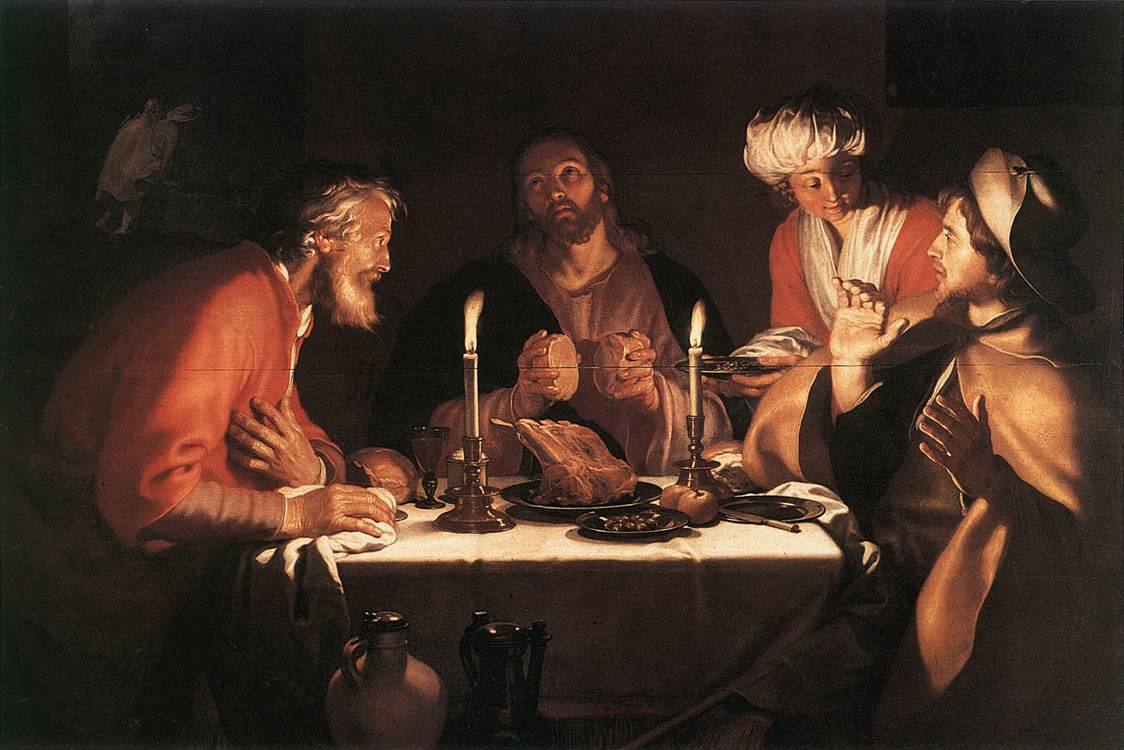
Szene des Evangeliums vom Ostermontag: Die beiden Jünger erkennen Jesus beim Brechen des Brotes in Emmaus (Ölgemälde von Abraham Bloemaert, 1622)

In der Liturgie der römisch-katholischen Kirche hat der Ostermontag, wie jeder einzelne Tag der Osteroktav, den Rang eines Hochfestes. Als arbeitsfreier Festtag ist der Ostermontag der Überrest einer Arbeitsruhe, die einst von Palmsonntag bis zum Weißen Sonntag dauerte, aber ab dem Hochmittelalter bereits am Mittwoch nach Ostern endete. Papst Urban VIII. erklärte 1642 die Tage von Ostersonntag bis Dienstag nach Ostern für arbeitsfrei. Somit trat neben das „Leidenstriduum“ (Gründonnerstag, Karfreitag, Karsamstag) ein „Auferstehungstriduum“, das von Ostersonntag bis Osterdienstag dauerte. Später blieb davon nur der Ostermontag als arbeitsfreier Tag übrig.
Im Tagesevangelium (Lk 24,13–35 ) wird die Auferstehung Jesu Christi aus dem Blickwinkel der Emmausjünger erzählt: Zwei Jünger Jesu sind am dritten Tag nach der Kreuzigung Jesu aus Jerusalem fortgegangen, um nach Emmaus zurückzukehren. Auf dem Weg dorthin schließt sich ihnen ein dritter, unbekannter Mann an. Dieser hinterfragt die Trauer der beiden Heimkehrer und erläutert ihnen schließlich, dass der Messias all das erleiden musste, wie es die Schrift vorhergesagt hatte. In Emmaus angekommen, laden die Jünger den Mann in die Herberge ein. Er bricht am Tisch das Brot, und in diesem Moment erkennen sie Jesus, der aber vor ihren Augen verschwindet. Sie kehren sofort um, erreichen noch in der Nacht wieder Jerusalem und erzählen den dort noch versammelten Jüngern von ihrem Erlebnis. Das Brotbrechen Jesu mit den beiden Jüngern bezieht die Theologie auf die Eucharistie, die in manchen Konfessionen in Anlehnung an Apg 2,46  auch als „Brotbrechen“ bezeichnet wird.
Die syrisch-orthodoxe Kirche begeht am Ostermontag den Ruhetag aller Verstorbenen als Gedenktag für alle Verstorbenen des vorangegangenen Jahres.

## Regionale Bräuche
Da nach der Matutin des Osterfestes das Fasten endet, entwickelten sich aus diesem Anlass verschiedene Feiern, wie sportliche Wettkämpfe und zahlreiche rituelle Feiern. Für den Ostermontag entstanden eigene Bräuche, in denen österliche Symbole wie Wasser und Licht eine Rolle spielen. So erinnert der Emmausgang oder Emmaus-Osterspaziergang an den im Tagesevangelium erzählten Gang der beiden Jünger Christi von Jerusalem nach Emmaus, wo ihnen der auferstandene Jesus von Nazaret begegnete. Meist beginnt der Emmausgang vor der Pfarrkirche und endet bei einer Kapelle. In vielen ländlichen Gemeinden in Oberbayern ist der alte Brauch des österlichen Feldumganges lebendig geblieben. Der Bauer, meist in Begleitung aller Hausbewohner, geht das Roggen- und Weizensaatfeld, auch Winterfeld genannt, ab.
In Traunstein im Chiemgau wird am Ostermontag der Georgiritt und der Schwertertanz begangen, bei dem symbolisch der Winter vertrieben wird.

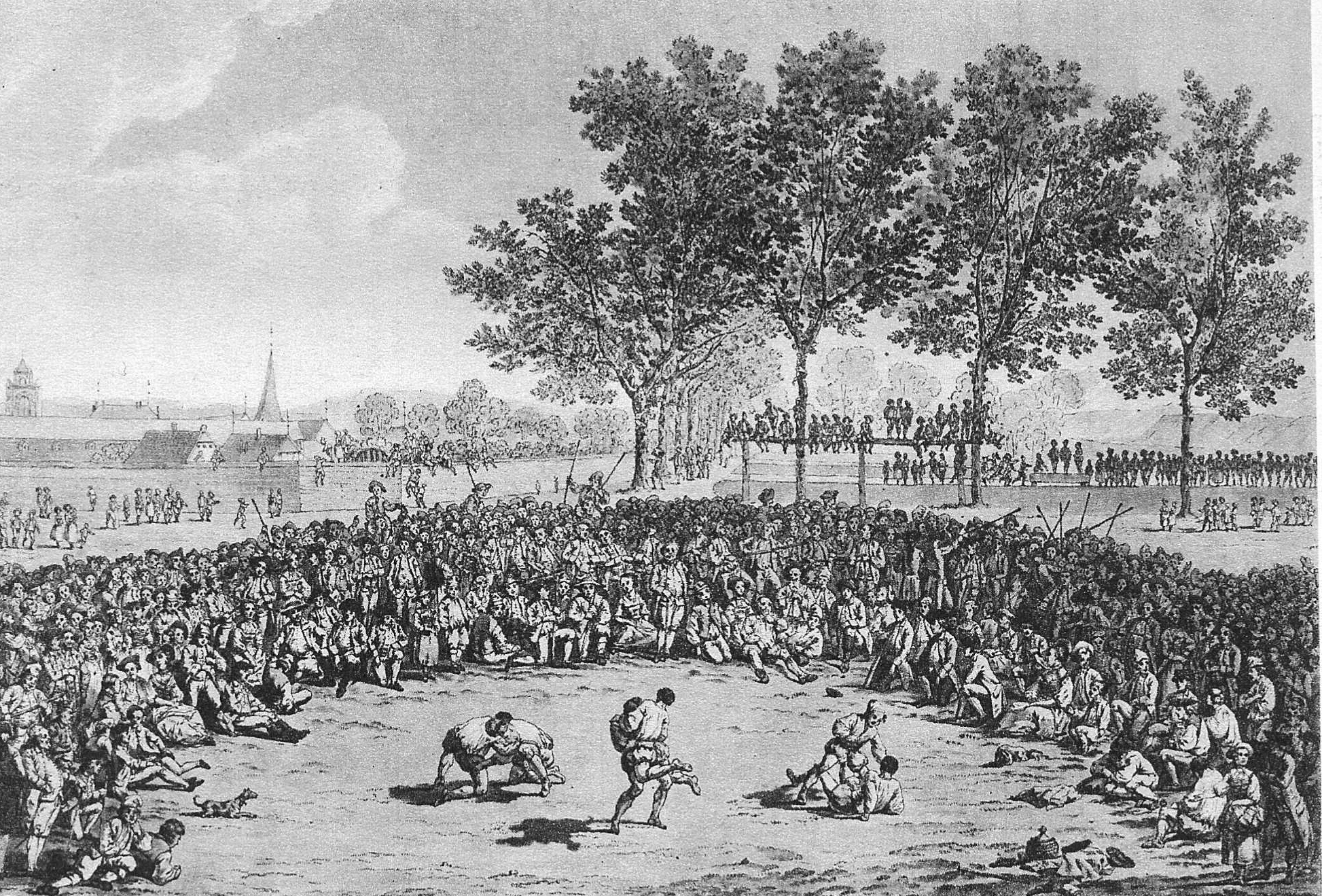
Ostermontagsschwingfest auf der Großen Schanze in Bern um 1775

Seit 1720 ist in der Stadt Bern der Ostermontagsumzug nachweisbar, bei dem die Magistraten vom Münster ins Rathaus zogen und die Handwerke der Küfer und der Metzger Umzüge durch die Stadt veranstalteten. An diesem Tag fand auf der Großen Schanze in Bern zudem bis ins 19. Jahrhundert ein festlicher Wettkampf im Schwingen statt.
Weitere lokale Bräuche sind der „Traditionelle Remlinger Eierlauf“ in Remlingen (Unterfranken) und die „Schönecker Eierlage“ in Schönecken (Eifel).